# Гірняк ефіоп
Гірняк ефіоп (Erebia aethiops) — вид денних метеликів родини сонцевиків (Nymphalidae).

## Поширення
Вид поширений в Європі (за винятком Скандинавії, Ірландії, Піренейського півострова, Балкан), Західній та Північній Азії від Шотландії до Забайкалля.

## Опис
Довжина переднього крила 22 — 25 мм. Крила темно-коричневі з рядом чорних вічок на прикрайовому цегляно-червоному полі. Низ задніх крил, особливо у самиць, з світло-кавовою прикрайовою перев'яззю. Бахрома крил коричнева.

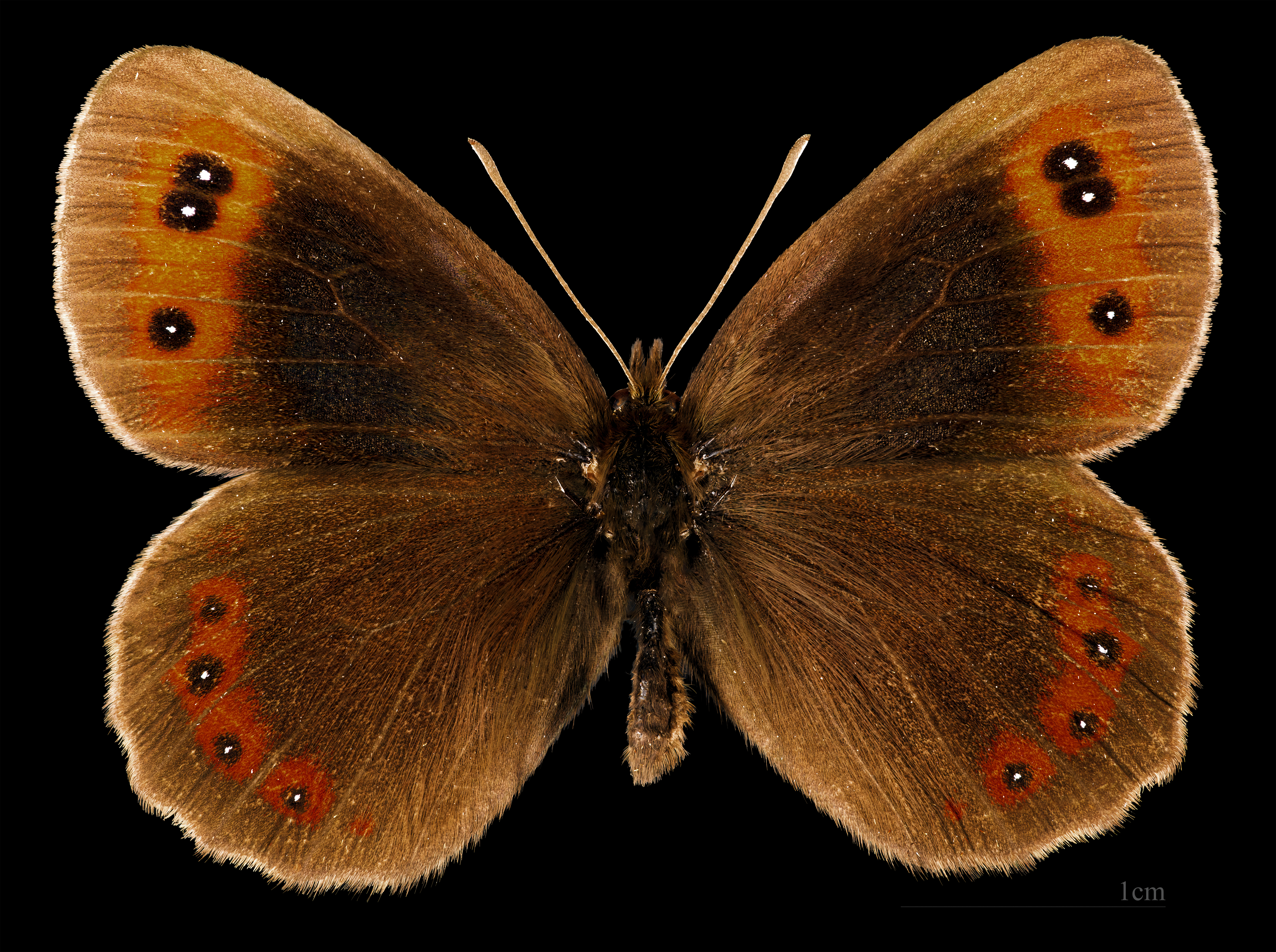
Erebia aethiops ♂
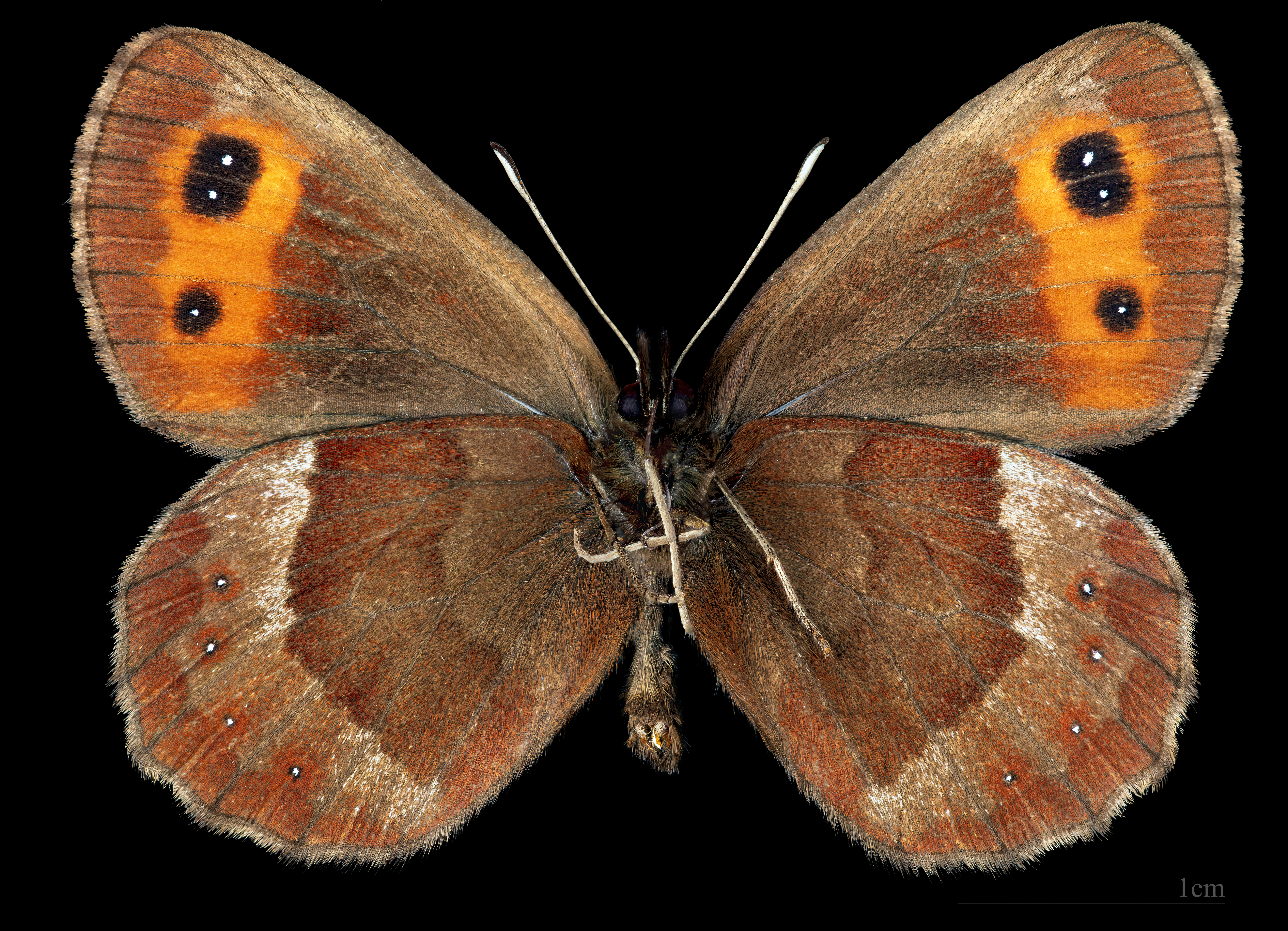
Erebia aethiops ♂  △
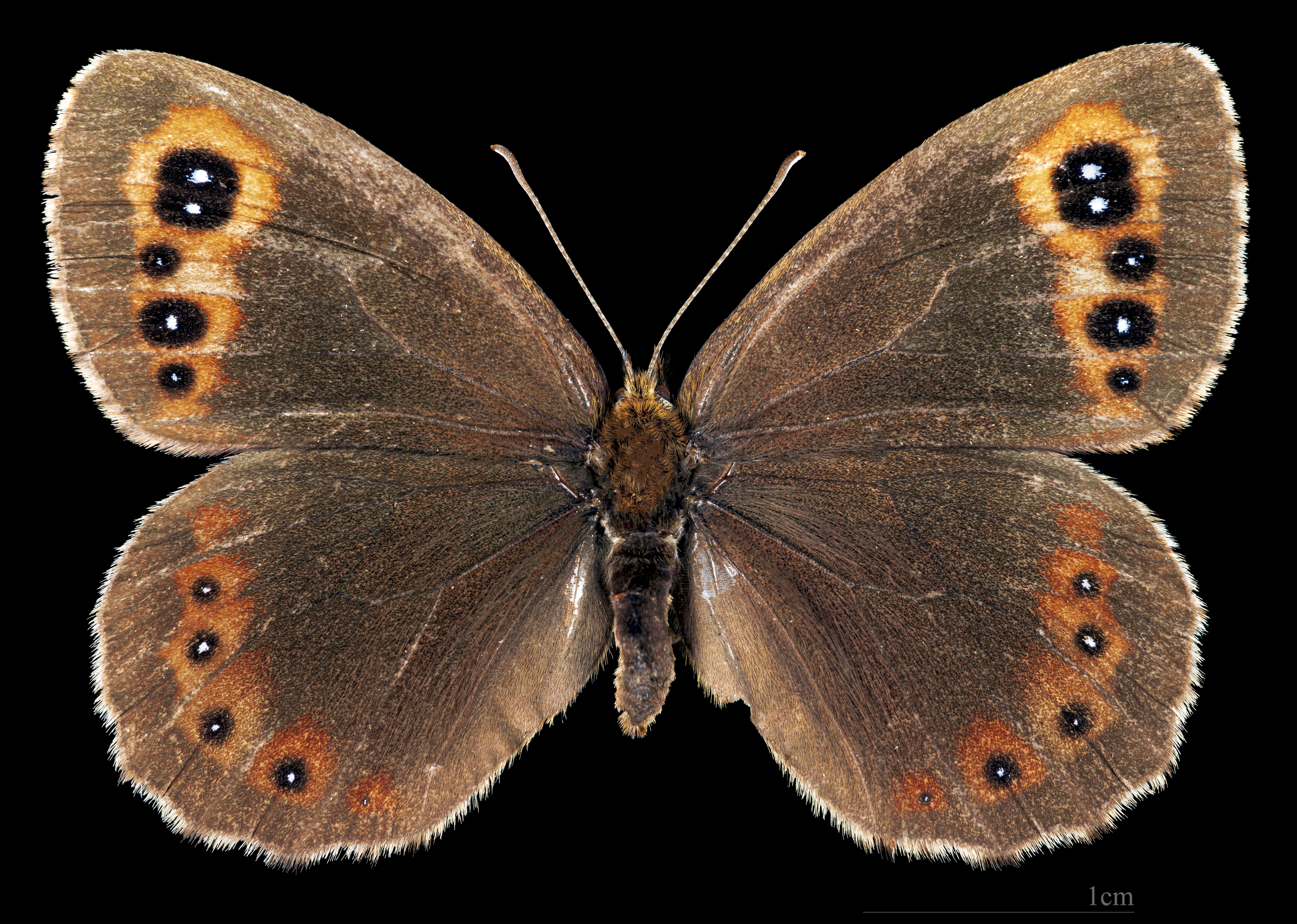
Erebia aethiops ♀
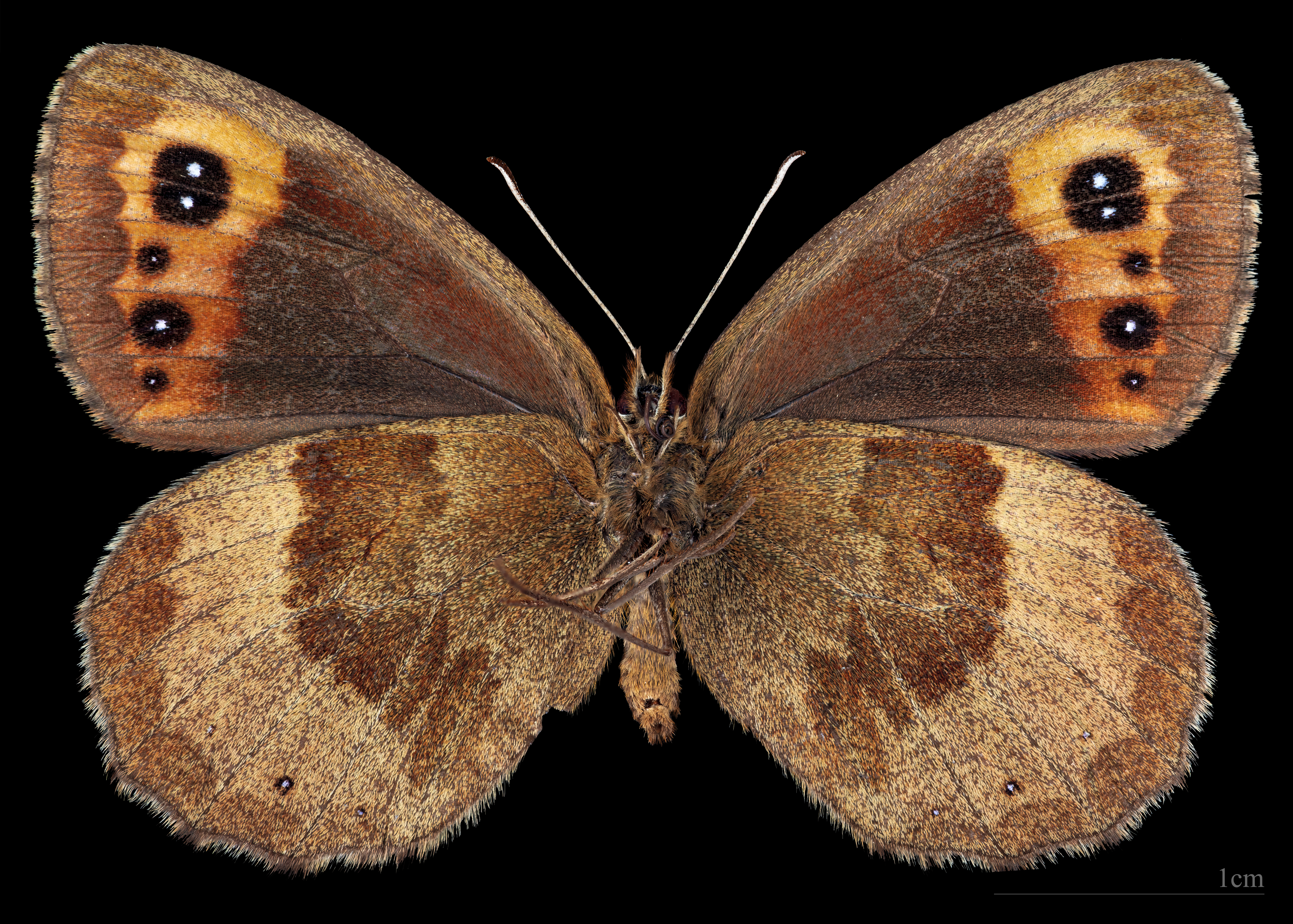
Erebia aethiops ♀ △

## Спосіб життя
Метелики літають з кінця червня по серпень. Трапляються на узліссях, галявинах, вологих луках. Яйця самиця відкладає поштучно на поверхню кормових рослин. Личинки вилуплюються через два тижні. Гусениця живиться різними злаковимим (мітлиця, грястиця, тонконіг, стоколос, молінія, сеслерія тощо).

## Цікаві факти
- 2003 року цей вид метеликів оголошено в Німеччині метеликом року.

## Галерея

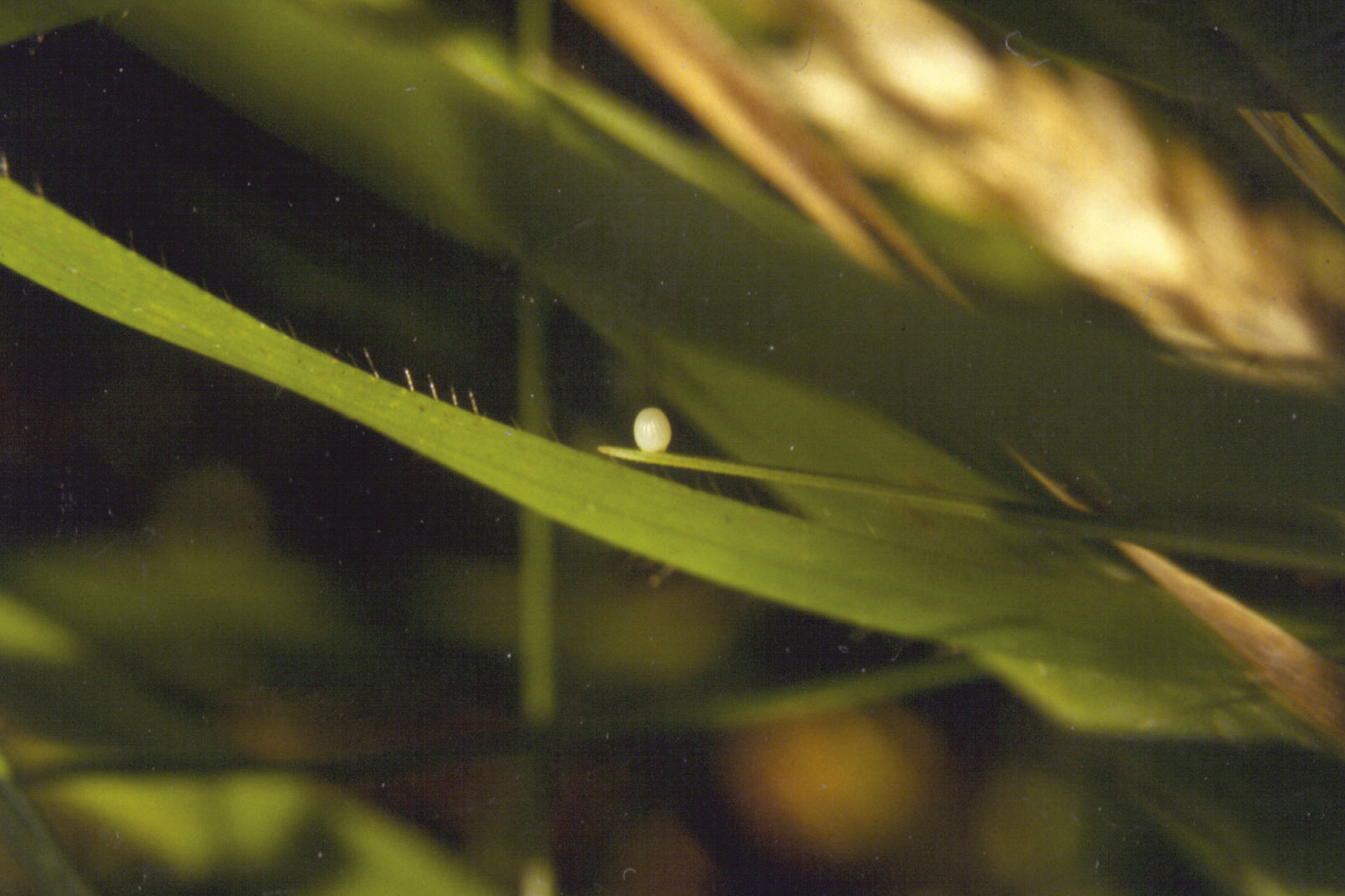
Яйце
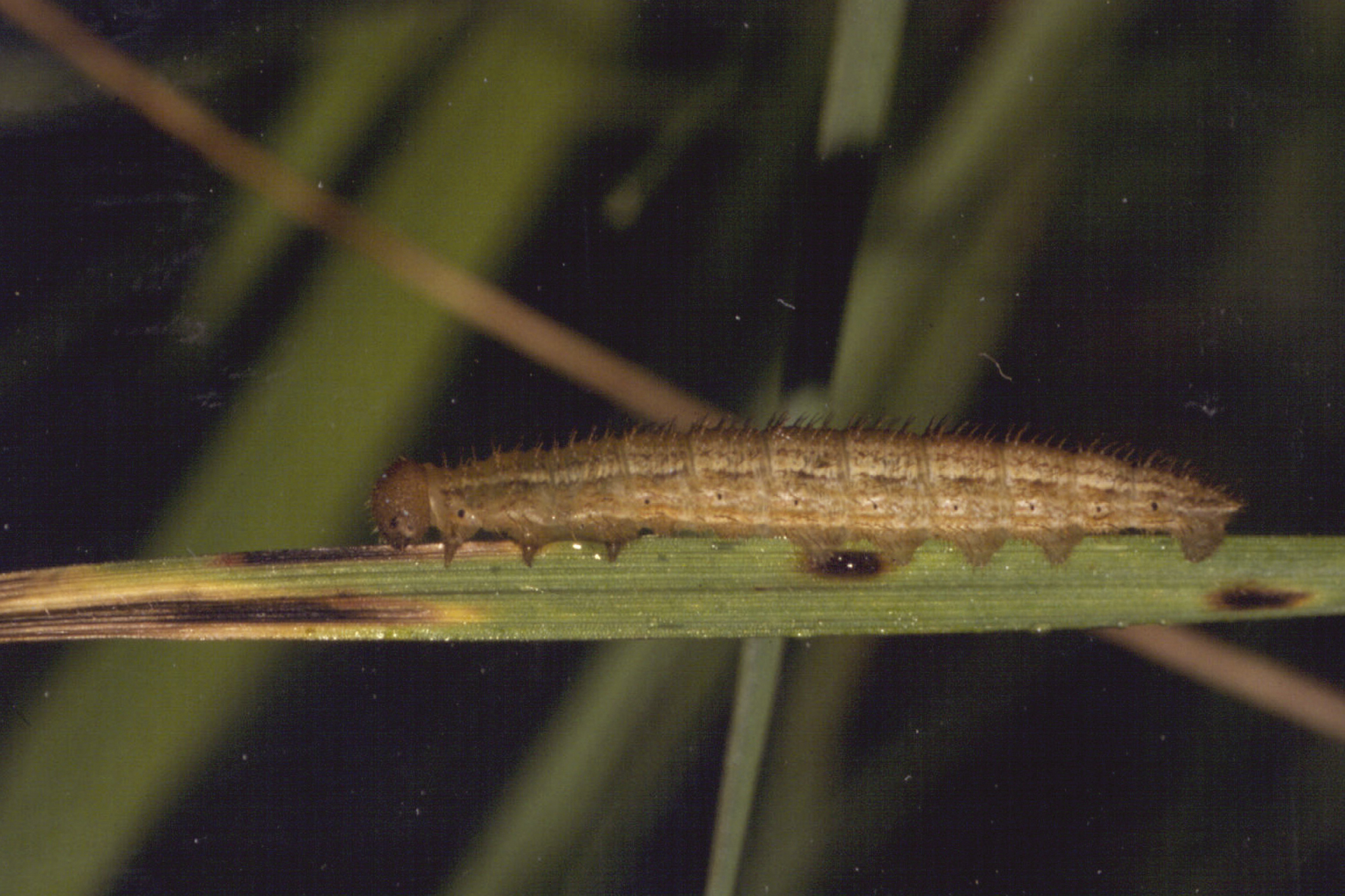
Гусениця
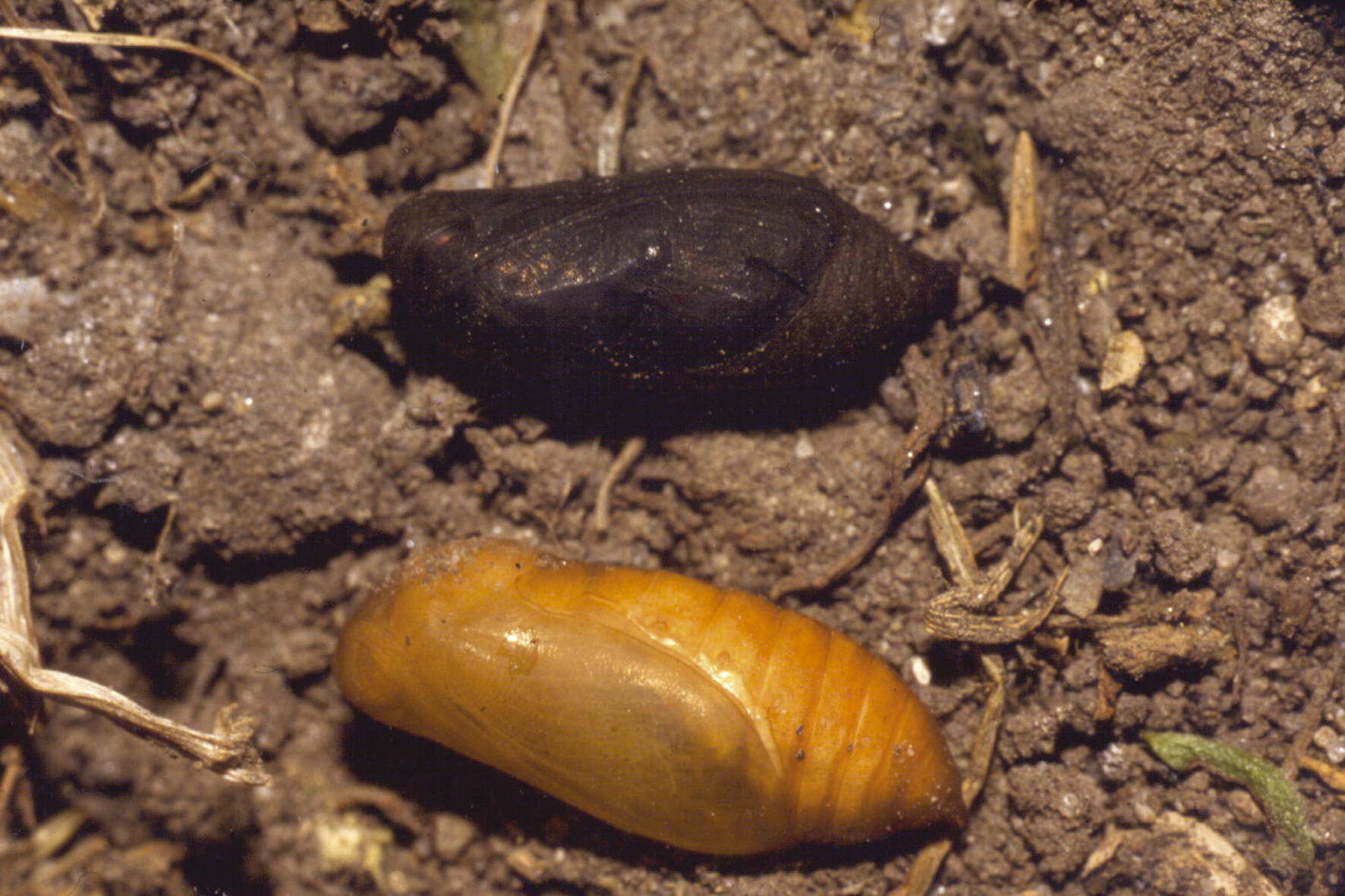
Лялечка